# Gjon’s Tears
Gjon Muharremaj (művésznevén: Gjon's Tears), (Saanen, Bern kanton, 1998. június 29. –) svájci–albán énekes és dalszerző. Ő képviselte volna Svájcot a 2020-as Eurovíziós Dalfesztiválon, majd képviselte ténylegesen 2021-ben, ahol a harmadik helyen végzett.

## Magánélete
Gjon a bern kantoni Saanenben született Svájcban, és Brocban, Fribourg kantonban nőtt fel.
Édesapja koszovói albán, míg édesanyja albán származású, aki Tiranában nevelkedett fel.

## Zenei karrierje
2011-ben, mindössze 12 évesen, vett részt a Got Talent tehetségkutató albán változatában, ahol a döntőben harmadik helyezett lett. A következő évben ugyanennek a tehetségkutató műsornak a svájci változatában szerepelt, ahonnan az elődöntőben kiesett. 2019-ben jelentkezett a The Voice francia változatának kilencedik évadába, ahol Mikát választotta mesteréül. A tehetségkutatóban az elődöntőkig jutott.
2020. március 4-én a svájci műsorsugárzó bejelentette, hogy ő képviseli Svájcot az elkövetkező dalfesztiválon a Répondez-moi című dallal. A dalt az előzetes sorsolás alapján először a május 14-i második elődöntő második felében adta volna elő, azonban március 18-án az Európai Műsorsugárzók Uniója bejelentette, hogy 2020-ban nem tudják megrendezni a versenyt a COVID–19-koronavírus-világjárvány miatt. A svájci műsorsugárzó jóvoltából az énekes lehetőséget kapott az ország képviseletére a következő évben egy új versenydallal. A dalt többtagú szakmai zsűri választotta ki, amelyet 2021. március 10-én mutattak be először a dalfesztivál hivatalos YouTube-csatornáján.
Az Eurovíziós Dalfesztiválon a Tout l’univers című dalt először a május 20-án rendezett második elődöntőben adta elő, a fellépési sorrendben tizenhatodikként, a lett Samanta Tīna The Moon Is Rising című dala után és a dán Fyr & Flamme duó Øve os på hinanden című dala előtt. Az elődöntőből az első helyezettként sikeresen továbbjutott a május 22-i döntőbe, ahol fellépési sorrendben tizenegyedikként léptek fel, a görög Stefania Last Dance című dala után és az izlandi Daði og Gagnamagnið formáció 10 Years című dala előtt. A szavazás során a zsűri szavazáson összesítésben első helyen végzett 267 ponttal (Albániától, Belgiumtól, Dániától, Észtországtól, Finnországtól, Izlandtól, Izraeltől és Lettországtól maximális pontot kapott), míg a nézői szavazáson hatodikak helyen végzett 165 ponttal (Albániától maximális pontot kaptak), így összesítésben 432 ponttal a verseny harmadik helyezettje lett. A döntőben ezzel túlszárnyalták a 2019-es eredményüket, emellett utoljára huszonnyolc évvel ezelőtt, 1993-ban érték el ugyanezt a helyezést.
Októberben Gjon jelölve lett az MTV EMA díjátadón a legjobb svájci előadó kategóriában, amit később meg is nyert.

## Diszkográfia

### Kislemezek
- Babi (2018)
- Back in Light (2018)
- Répondez-moi (2020)
- Tout l’univers (2021)
- Silhouette (2022)
- Pure (2022)

### Közreműködések
- Dance Me (2021, Arilena Ara)